# Odoo
Odoo (conocido anteriormente como OpenERP y anteriormente como TinyERP) es un software de ERP integrado. Cuenta con una versión "comunitaria" de código abierto bajo licencia LGPLv3 y una versión empresarial bajo licencia comercial que complementa la edición comunitaria con características y servicios comerciales y desarrollada por la empresa belga Odoo S.A. El fabricante declara su producto como una alternativa de código abierto a SAP ERP y Microsoft Dynamics. La compañía tiene sucursales en varias partes del mundo.
Odoo es un software empresarial todo en uno que incluye CRM, sitio web y comercio electrónico, facturación, contabilidad, fabricación, gestión de almacenes y proyectos, e inventario entre otros.

## Soluciones de industria
En la actualidad Odoo cuenta con más de 46 módulos tales como:
- Gestión de compraventa.
- CRM.
- Gestión de proyectos.
- Sistema de gestión de almacenes.
- Manufactura.
- Contabilidad analítica y financiera.
- Puntos de venta.
- Gestión de activos.
- Gestión de recursos humanos.
- Gestión de inventario.
- Ayuda técnica.
- Campañas de marketing.
- Flujos de trabajo.

Además de contar con más de 21.000 aplicaciones de terceros que trabajan sobre Odoo.

## Licencia e impacto en el modelo de negocios

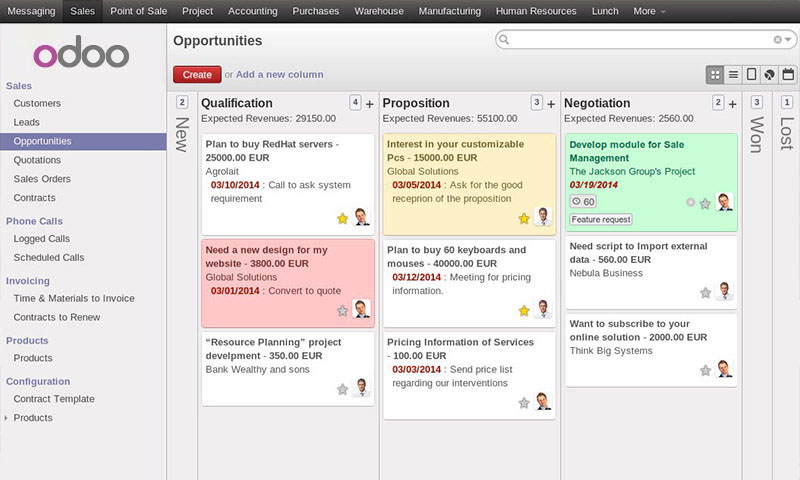
Captura de pantalla de Odoo.

Los módulos de Odoo, en su mayoría, están cubiertos por la licencia LGPLv3 (Lesser General Public License) (en septiembre de 2015 cambió el de licencia AGPL a LGPLv3). Como consecuencia directa, OpenERP no requiere ningún pago de licencias para ser utilizado, a diferencia de los software más usados del mercado. Esto también implica que, mientras que se respeten los términos de la licencia, la modificación directa del programa es posible.

## Arquitectura

### Arquitectura web
Odoo está desarrollado sobre una arquitectura web. Hay disponibles múltiples aplicaciones cliente.

### Servidor y módulos
El módulo del servidor está escrito en el lenguaje Python. El cliente se comunica con éste a través de interfaces XML-RPC y JSON.
La funcionalidad del negocio se organiza en módulos. Los módulos no son más que meras carpetas con una estructura predefinida, con código en Python y archivos XML en su interior. Un módulo define la estructura de los datos, formularios, informes, menús, procedimientos, flujos de trabajo, etc. Los módulos se definen mediante una sintaxis independiente del cliente, de tal forma que añadir nuevos objetos, como menús y formularios los hace disponibles para cualquier cliente.

### Aplicaciones cliente
Los clientes son livianos porque no contienen la lógica del negocio. Se da soporte a dos aplicaciones oficialmente:
- Una aplicación web implementada como un servidor HTTP que permite a los usuarios conectarse mediante un navegador de internet.
- Una aplicación de escritorio escrita en Python utilizando el kit de herramientas GTK+ (obsoleta a partir de la versión 7).

No obstante, la comunidad ha desarrollado otros clientes alternativos.

### Base de datos
OpenERP usa PostgreSQL que es un sistema gestor de bases de datos.

### Informes
Odoo también cuenta con un sistema de reportes propio utilizando Webkit, y permite integración con otros motores como  LibreOffice.org o Jaspersoft.

### Código fuente y contribuciones
El código fuente de OpenERP se aloja en GitHub, utilizando el sistema de control de versiones Git. Las contribuciones y la documentación también se administran mediante GitHub. En 2009 se lanzó un sitio web dedicado a recopilar toda la documentación.

## Software como servicio
A partir de la versión 6.0, la actual Odoo S.A. distribuye una versión de OpenERP como servicio.

## Aplicaciones
La empresa Odoo mantiene un sitio web en el que hace referencia a los módulos oficiales así como aquellos contribuidos por la comunidad de desarrolladores en un concepto similar a las tiendas de aplicaciones de Apple y Google. Los módulos comunitarios pueden ser referenciados de forma gratuita siempre y cuando se respeten las normas de envío.

## Entorno de desarrollo
El desarrollo de módulos se realiza editando archivos Python y XML. No hay un editor oficial, aunque en los tutoriales existe preferencia por PyCharm o Eclipse + PyDev. Parte de la lógica de la aplicación puede ser cambiada desde la interfaz del cliente.

## Historial de versiones
| Nombre del Programa | Versión | Fecha lanzamiento        | Cambios Significativos | Tipo licencia de Software             |
| ------------------- | ------- | ------------------------ | --- | ------------------------------------- |
| Tiny ERP            | 1.0     | Febrero de 2005          | Primera versión | GNU GPL                               |
| Tiny ERP            | 2.0     | Mayo de 2005             | | GNU GPL                               |
| Tiny ERP            | 3.0     | Septiembre de 2005       | | GNU GPL                               |
| Tiny ERP            | 4.0     | Diciembre de 2006        | | GNU GPL                               |
| OpenERP             | 5.0     | Abril de 2009            | | GNU GPL                               |
| OpenERP             | 6.0     | Enero de 2011            | Primer cliente web | GNU AGPL                              |
| OpenERP             | 6.1     | Febrero de 2012          | Primer cliente web Ajax, se descontinúa cliente GTX                                                                                              | GNU AGPL                              |
| OpenERP             | 7.0     | 22 de diciembre de 2012  | Se mejora el cliente web y la usabilidad | GNU AGPL                              |
| Odoo                | 8.0     | 18 de septiembre de 2014 | Soporte para CMS: Generador de sitios web, comercio electrónico (e-commerce), puntos de venta e inteligencia de negocio ( business intelligence) | GNU AGPL                              |
| Odoo                | 9.0     | 1 de octubre de 2015     | Edición comunitaria | GNU LGPL v3                           |
| Odoo                | 9.0     | 1 de octubre de 2015     | Edición Empresarial | Odoo Enterprise Edition License v1.0  |
| Odoo                | 10.0    | 5 de octubre de 2016     | Community Edition | GNU LGPL v3                           |
| Odoo                | 10.0    | 5 de octubre de 2016     | Edición Empresarial | Odoo Enterprise Edition License v1.0  |
| Odoo                | 11.0    | 5 de octubre de 2017     | Community Edition | GNU LGPL v3                           |
| Odoo                | 11.0    | 5 de octubre de 2017     | Edición Empresarial | Odoo Enterprise Edition License v1.0  |
| Odoo                | 12.0    | 3 de octubre de 2018     | Community Edition | GNU LGPL v3                           |
| Odoo                | 12.0    | 3 de octubre de 2018     | Edición Empresarial | Odoo Enterprise Edition License v1.0  |
| Odoo                | 13.0    | 5 de octubre de 2019     | Edición Empresarial | Odoo Enterprise Edition License v1.0x |
| Odoo                | 13.0    | 5 de octubre de 2019     | Edición Empresarial | GNU LGPL v3                           |
| Odoo                | 14.0    | 5 de octubre de 2020     | Edición Empresarial | GNU LGPL v3                           |
| Odoo                | 15.0    | 3 de octubre de 2021     | Edición Empresarial | GNU LGPL v3                           |
| Odoo                | 16.0    | 12 de octubre de 2022    | Edición Empresarial | GNU LGPL v3                           |
| Odoo                | 17.0    | octubre de 2023          | Edición Empresarial | GNU LGPL v3                           |
| Odoo                | 18.0    | octubre de 2024*         | Edición Empresarial | GNU LGPL v3                           |

     Versión antigua
     Versión estable todavía con soporte
     Última versión
     Futura versión